# Turismo em Gramado

Vista do Lago Negro

O turismo em Gramado é a principal fonte de renda do município, contribuindo com cerca de 90% de sua receita.
É uma cidade marcada por muitas belezas, possuidora de riquezas naturais exuberantes, sendo o maior pólo turístico do Rio Grande do Sul e um dos mais importantes do Brasil.
A cidade destaca-se como centro de grandes eventos (congressos, seminários e encontros) além de sediar anualmente um dos mais tradicionais festivais de cinema da América Latina: o Festival Brasileiro e Latino de Cinema, durante o qual são distribuídos os prêmios Kikito.
Outros eventos importantes, e que atraem milhares de turistas, são o festival natalino conhecido como Natal Luz e a Festa da Colônia, esta uma das festividades mais integradora dos grupos que colonizaram a região: açorianos, alemães e italianos.

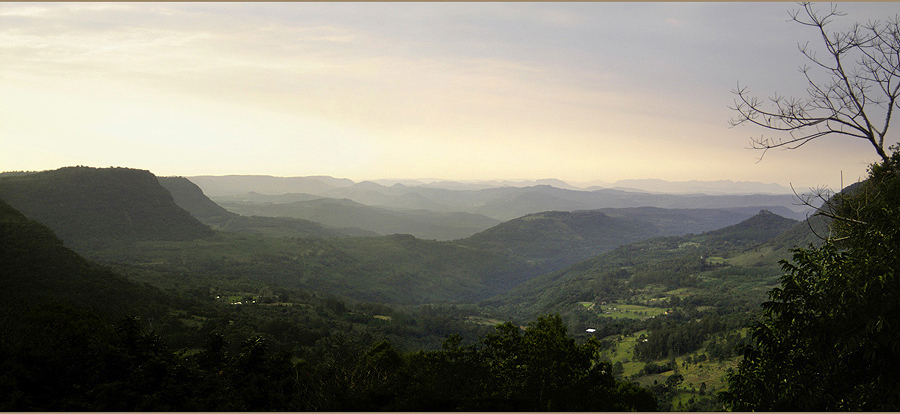
Vale do Quilombo ao amanhecer

## Principais atrações turísticas[1]
- Mirante Vale do Quilombo
- Lago Negro
- Lago Joaquina Bier
- Pórtico de entrada via Taquara
- Pórtico de entrada via Nova Petrópolis
- Mini Mundo
- Cascata Véu de Noiva
- Cascata dos Narcisos
- Vale do Quilombo

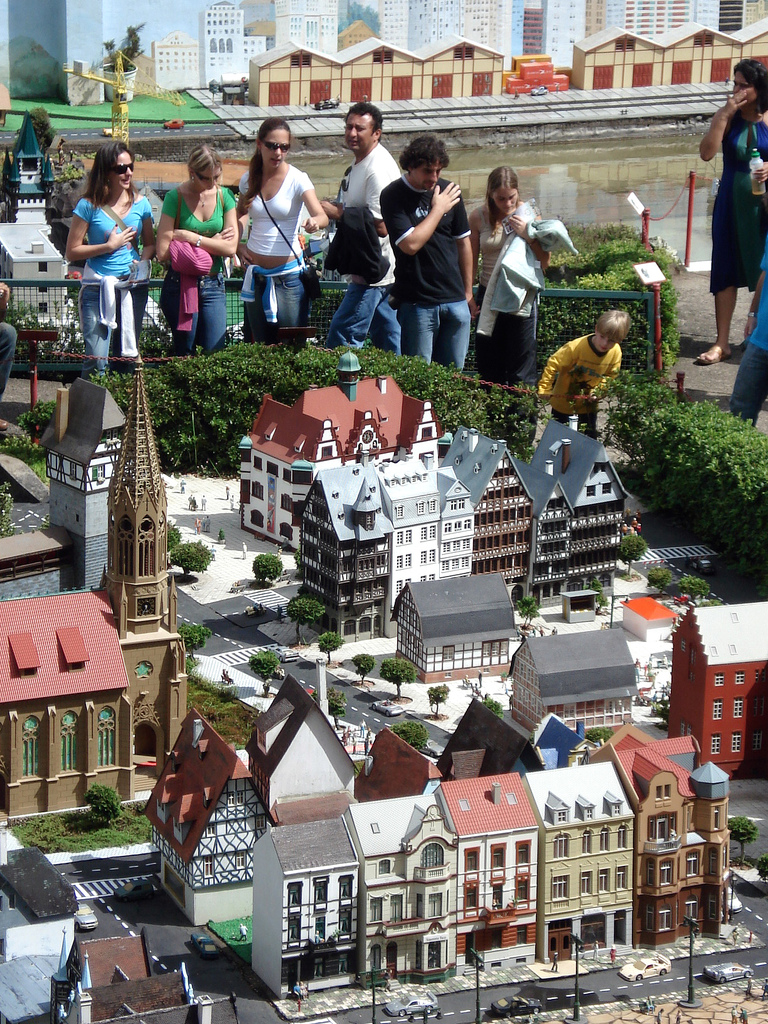
Mini Mundo

- Aldeia do Papai Noel, no Parque Knorr
- Palácio dos Festivais
- Praça das Bandeiras
- Hollywood Dreams Cars
- Harley Motor Show
- Rua Madre Verônica, a rua coberta
- Praça Major Nicoletti
- Igreja Matriz São Pedro
- Centro de Cultura (com Museu dos Festivais de Cinema, exposições de arte, teatro, biblioteca e arquivo)
- Museu do Perfume
- Igreja Luterana (Igreja do Relógio)
- Fábricas de chocolate
- Centros de Exposições e Eventos Sierra Park e ExpoGramado
- Museu do Piano
- Museu Medieval
- Museu da Moda
- Dreamland Museu de Cera
- Rua Torta (R. Emílio Sorgetz)
- Snowland

## Turismo de negócios
Além do turismo familiar e de grupos, Gramado tem se tornado referência no turismo de negócios. Em virtude deste novo nicho, a cidade construiu uma estrutura para abrigar todos os tipos de atividade. O Gramado Sierra Park e a ExpoGramado são espaços que juntos somam 35.000 m2 de área e possuem infra-estrutura suficiente para abrigar grandes feiras.
Hotéis como o Serra Azul e o Serrano apresentam centros de convenção com equipamentos adequados para a realização de painéis e debates. Além desses, o Palácio dos Festivais também pode servir de auditório e a Universidade Federal do Rio Grande do Sul construiu seu próprio Centro de Eventos e Treinamentos no município.